# Femke Bol
Femke Bol (ur. 23 lutego 2000 w Amersfoort) – holenderska lekkoatletka, sprinterka i płotkarka, wielokrotna medalistka igrzysk olimpijskich. Specjalizuje się w biegach na 400 metrów przez płotki oraz w biegach na 400 metrów.
W 2019 roku zdobyła złoty medal mistrzostw Europy juniorów w biegu na 400 metrów przez płotki. W tym samym roku reprezentowała Holandię na mistrzostwach świata w biegu na 400 metrów przez płotki oraz sztafecie 4 × 400 metrów. Na halowych mistrzostwach Europy rozgrywanych w 2021 w Toruniu zdobyła dwa złote medale w biegu na 400 metrów oraz w sztafecie 4 × 400. Wystartowała na igrzyskach olimpijskich w Tokio (2021), na których zdobyła brązowy medal w biegu na 400 metrów przez płotki, ustanawiając z czasem 52,03 rekord Europy w tej konkurencji. Dwukrotna wicemistrzyni świata z Eugene, a także trzykrotna złota medalistka czempionatu Starego Kontynentu (2022). Rok później zdobyła cztery medale imprez międzynarodowych: po dwa złote medale na mistrzostwach Europy w hali i w kolejnej edycji mistrzostw świata. W 2024 sięgnęła po dwa złote medale halowych mistrzostw świata w Glasgow w biegach na 400 metrów i sztafecie 4 × 400 metrów. W sierpniu 2024 w Paryżu zdobyła trzy medale olimpijskie każdego koloru: złoty w sztafecie mieszanej 4 × 400 metrów (dzięki znakomitemu finiszowi – strata do liderki przed jej zmianą wynosiła ponad 5 sekund), srebrny w biegu rozstawnym 4 × 400 metrów oraz brązowy w biegu na 400 metrów przez płotki. Wystąpiła w sztafecie 4 × 400 metrów i mieszanym biegu rozstawnym 4 × 400 metrów podczas halowych mistrzostw Starego Kontynentu (2025), gdzie przed własną publicznością wywalczyła dwa złote medale.

## Rezultaty
| Rok  | Impreza                                 | Miejsce     | Konkurencja                 | Pozycja    | Wynik           |
| ---- | --------------------------------------- | ----------- | --------------------------- | ---------- | --------------- |
| 2015 | Olimpijski festiwal młodzieży Europy    | Tbilisi     | bieg na 400 m               | eliminacje | 57,41           |
| 2017 | Mistrzostwa Europy juniorów             | Grosseto    | bieg na 400 m               | półfinał   | 54,74           |
| 2019 | IAAF World Relays                       | Jokohama    | sztafeta 4 × 400 m          | eliminacje | 3:30,07         |
| 2019 | Mistrzostwa Europy juniorów             | Borås       | bieg na 400 m przez płotki  | 1. miejsce | 56,25           |
| 2019 | I liga drużynowych mistrzostw Europy    | Sandnes     | bieg na 400 m przez płotki  | 2. miejsce | 56,97           |
| 2019 | Mistrzostwa świata                      | Doha        | bieg na 400 m przez płotki  | półfinał   | 56,37           |
| 2019 | Mistrzostwa świata                      | Doha        | sztafeta 4 × 400 m          | 7. miejsce | 3:27,89         |
| 2021 | Halowe mistrzostwa Europy               | Toruń       | bieg na 400 m               | 1. miejsce | 50,63           |
| 2021 | Halowe mistrzostwa Europy               | Toruń       | sztafeta 4 × 400 m          | 1. miejsce | 3:27,15         |
| 2021 | World Athletics Relays                  | Chorzów     | sztafeta 4 × 400 m          | 4. miejsce | 3:30,12         |
| 2021 | World Athletics Relays                  | Chorzów     | sztafeta mieszana 4 × 400 m | 8. miejsce | 3:21,02 (elim.) |
| 2021 | I liga drużynowych mistrzostw Europy    | Kluż-Napoka | bieg na 400 m               | 1. miejsce | 50,37           |
| 2021 | Igrzyska olimpijskie                    | Tokio       | bieg na 400 m przez płotki  | 3. miejsce | 52,03           |
| 2021 | Igrzyska olimpijskie                    | Tokio       | sztafeta 4 × 400 m          | 6. miejsce | 3:23,74         |
| 2021 | Igrzyska olimpijskie                    | Tokio       | sztafeta mieszana 4 × 400 m | 4. miejsce | 3:10,36         |
| 2022 | Halowe mistrzostwa świata               | Belgrad     | bieg na 400 m               | 2. miejsce | 50,57           |
| 2022 | Halowe mistrzostwa świata               | Belgrad     | sztafeta 4 × 400 m          | 2. miejsce | 3:28,57         |
| 2022 | Mistrzostwa świata                      | Eugene      | bieg na 400 m przez płotki  | 2. miejsce | 52,27           |
| 2022 | Mistrzostwa świata                      | Eugene      | sztafeta 4 × 400 m          | eliminacje | DQ              |
| 2022 | Mistrzostwa świata                      | Eugene      | sztafeta mieszana 4 × 400 m | 2. miejsce | 3:09,90         |
| 2022 | Mistrzostwa Europy                      | Monachium   | bieg na 400 m               | 1. miejsce | 49,44           |
| 2022 | Mistrzostwa Europy                      | Monachium   | bieg na 400 m przez płotki  | 1. miejsce | 52,67           |
| 2022 | Mistrzostwa Europy                      | Monachium   | sztafeta 4 × 400 m          | 1. miejsce | 3:20,87         |
| 2023 | Halowe mistrzostwa Europy               | Stambuł     | bieg na 400 m               | 1. miejsce | 49,85           |
| 2023 | Halowe mistrzostwa Europy               | Stambuł     | sztafeta 4 × 400 m          | 1. miejsce | 3:25,56         |
| 2023 | I dywizja drużynowych mistrzostw Europy | Chorzów     | bieg na 400 m               | 1. miejsce | 49,82           |
| 2023 | Mistrzostwa świata                      | Budapeszt   | bieg na 400 m przez płotki  | 1. miejsce | 51,70           |
| 2023 | Mistrzostwa świata                      | Budapeszt   | sztafeta 4 × 400 m          | 1. miejsce | 3:20,72         |
| 2023 | Mistrzostwa świata                      | Budapeszt   | sztafeta mieszana 4 × 400 m | –          | DNF             |
| 2024 | Halowe mistrzostwa świata               | Glasgow     | bieg na 400 m               | 1. miejsce | 49,17           |
| 2024 | Halowe mistrzostwa świata               | Glasgow     | sztafeta 4 × 400 m          | 1. miejsce | 3:25,07         |
| 2024 | World Athletics Relays                  | Nassau      | sztafeta mieszana 4 × 400 m | 2. miejsce | 3:11,45         |
| 2024 | Mistrzostwa Europy                      | Rzym        | bieg na 400 m przez płotki  | 1. miejsce | 52,49           |
| 2024 | Mistrzostwa Europy                      | Rzym        | sztafeta 4 × 400 m          | 1. miejsce | 3:22,39         |
| 2024 | Mistrzostwa Europy                      | Rzym        | sztafeta mieszana 4 × 400 m | 3. miejsce | 3:10,73         |
| 2024 | Igrzyska olimpijskie                    | Paryż       | bieg na 400 m przez płotki  | 3. miejsce | 52,15           |
| 2024 | Igrzyska olimpijskie                    | Paryż       | sztafeta 4 × 400 m          | 2. miejsce | 3:19,50         |
| 2024 | Igrzyska olimpijskie                    | Paryż       | sztafeta mieszana 4 × 400 m | 1. miejsce | 3:07,43         |
| 2025 | Halowe mistrzostwa Europy               | Apeldoorn   | sztafeta 4 × 400 m          | 1. miejsce | 3:24,34         |
| 2025 | Halowe mistrzostwa Europy               | Apeldoorn   | sztafeta mieszana 4 × 400 m | 1. miejsce | 3:15,63         |
| 2025 | I dywizja drużynowych mistrzostw Europy | Madryt      | bieg na 400 m               | 1. miejsce | 49,48           |

## Rekordy życiowe
- bieg na 200 metrów (hala) – 22,64 (3 lutego 2024, Metz), rekord Holandii
- bieg na 400 metrów (stadion) – 49,44 (17 sierpnia 2022, Monachium), rekord Holandii
- bieg na 400 metrów (hala) – 49,17 (2 marca 2024, Glasgow), rekord świata
- bieg na 300 metrów przez płotki – 36,86 (31 maja 2022, Ostrawa) najlepszy wynik w historii światowej lekkoatletyki
- bieg na 400 metrów przez płotki – 50,95 (14 lipca 2024, La Chaux-de-Fonds) rekord Europy, 2. wynik w historii światowej lekkoatletyki

3 sierpnia 2024 w Paryżu Bol biegła na ostatniej zmianie holenderskiej sztafety mieszanej 4 × 400 metrów, która wynikiem 3:07,43 ustanowiła aktualny rekord Europy w tej konkurencji.
10 sierpnia 2024 w Paryżu Bol biegła na ostatniej zmianie holenderskiej sztafety 4 × 400 metrów, która wynikiem 3:19,50 ustanowiła aktualny rekord kraju w tej konkurencji.
9 marca 2025 w Apeldoorn Bol biegła na ostatniej zmianie holenderskiej sztafety 4 × 400 metrów, która wynikiem 3:24,34 ustanowiła aktualny halowy rekord kraju w tej konkurencji.